# Słup (powiat wołowski)
Słup – wieś w Polsce położona w województwie dolnośląskim, w powiecie wołowskim, w gminie Wińsko.

## Podział administracyjny
W latach 1975–1998 miejscowość należała administracyjnie do województwa wrocławskiego.

## Zabytki
Do wojewódzkiego rejestru zabytków wpisany jest:
- zespół dworski:
  - dwór, z lat 1730-1750
  - park, z początku XVIII w., z drugiej połowy XIX w.